# Верлауф, Эрик Христиан
Эрик Христиан Верлауф (дат. Erich Christian Werlauff; 2 июля 1781, Копенгаген — 5 июня 1871, там же) — датский историк, библиотекарь и педагог, профессор, ректор Копенгагенского университета. Доктор наук.

## Биография
Норвежского происхождения. Сын капитана торгового судна. В 1802 году с отличием окончил факультет права Копенгагенского университета. Через два года стал доктором философии в области истории.
С 1798 года служил библиотекарем-хранителем читального зала Королевской библиотеки Дании. Работал в стенах этой библиотеки до 1861 года, вторым секретарём — с 1805 года, первым секретарём — с 1814 года, библиотекарем — с 1823 года и главным библиотекарем — с 1829 года. Одновременно, был библиотекарем Копенгагенского университета.
В 1808 году получил ещё одну докторскую степень. С августа 1810 года — доцент университета Копенгагена, читал лекции о скандинавской истории и древностях. В феврале 1812 года стал экстраординарным, а с декабря 1821 года — ординарным профессором истории университета.
В 1836—1837 годах избирался ректором Копенгагенского университета. Во время инаугурации нового здания университета выступил впервые с речью на датском языке (до того все выступления проводились только на латинском языке).
Работал в альма матер до ухода на пенсию в декабре 1867 года.

## Научная деятельность
Служа при Королевской копенгагенской библиотеке, занимался изучением скандинавских языков и исландских памятников древности.
Издал собрание национальных песен «Vatnsdaela saga ok sagan af fineboga hinum rama» (Копенгаген, 1812), вместе с Б. Торлациусом подготовил тома IV—VI «Круга земного» (Heimskringla) Снорри Стурлусона (Копенгаген, 1813—1826), вместе с Л. Энгельстофтом — восьмой том «Scriptores rerum danicarum» (Копенгаген, 1834). Опубликовал книги «Anecdoton, historiam Sverreri, regis Norvegiae, illustrans» (Копенгаген, 1815); «Очерк истории датского языка в герцогстве Шлезвиг» (нем. Versuch einer Geschichte der dän. Sprache im Herzogtum Schleswig; Копенгаген, 1819); «Symbolae ad geographiam medii aevi ex monumentis islandicis editae» (Копенгаген, 1821).

## Награды
- Большой крест Ордена Данеброг (1855)
- Командор 1-го класса Ордена Данеброг (1841)
- Член Королевского Датского общества истории Отечества (с 1806)
- Член института Арни Магнуссона (с 1812)
- Член Датской королевской академии наук (с 1820)
- Действительный член Шведской королевской академии словесности (с 1830)
- Советник юстиции (с 1818)
- Тайный советник (с 1836)